# Douglas Lee

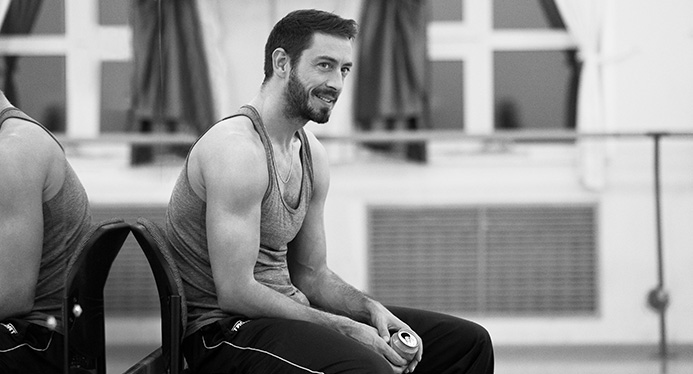
Douglas Lee (2015)

Douglas Lee (* 4. März 1977 in London) ist ein britischer Tänzer und Choreograf.

## Künstlerischer Werdegang
Douglas Lee wurde in seiner Heimatstadt London zum klassischen Tänzer ausgebildet und erhielt seinen Abschluss 1996 an der Royal Ballet School. Im selben Jahr wurde er Mitglied des Stuttgarter Balletts. Dort stieg er innerhalb weniger Jahre zum Solisten auf, seit 2002 ist er Erster Solist der Compagnie. Bereits 1999 begann er zu choreographieren, parallel zu seiner Karriere als Tänzer.

## Werke (Auswahl)
- 1999 Jane, John, John, Jane, Jane, John, Noverre-Gesellschaft
- 1999 Curtain of Hands, Stuttgarter Ballett
- 2001 Siren Sounding, Stuttgarter Ballett
- 2002 Cindys Gift, Stuttgarter Ballett
- 2003 Aubade, Stuttgarter Ballett
- 2004 Lachrymal, Stuttgarter Ballett
- 2005 Fractured Wake, Norwegisches Nationalballett
- 2006 Rubicon Play, Königliches Ballett von Flandern
- 2006 Viewing Room, Stuttgarter Ballett
- 2007 Dummy Run, Stuttgarter Ballett
- 2008 Leviathan, Stuttgarter Ballett
- 2009 Lifecasting, New York City Ballet
- 2009 Fanfare LX, Stuttgarter Ballett
- 2010 Nightlight, Stuttgarter Ballett
- 2011 Souvenir, Russisches Staatsballett Perm
- 2011 Miniatures, Stuttgarter Ballett
- 2011 5 For Silver, Norwegian National Ballet
- 2012 Septet, Tulsa Ballet
- 2012 Aria, Stuttgart Ballet
- 2012 Iris, Ballet Zurich
- 2012 Legion, Netherlands Dance Theatre II
- 2012 Chimera, Ballet Augsburg
- 2013 Pianopiece, Ballet Dortmund
- 2014 A-Life, Ballet Zurich
- 2014 The Fade, Ballet Mainz
- 2014 Doll Songs, Ballet Nuremberg